# Podnoszenie ciężarów na Letnich Igrzyskach Olimpijskich 1932 – waga średnia mężczyzn
Rywalizacja w wadze do 75 kg mężczyzn w podnoszeniu ciężarów na Letnich Igrzyskach Olimpijskich 1932 została rozegrana w dniu 31 lipca 1932 roku. W rywalizacji wystartowało 7 zawodników z 6 krajów.

## Wyniki
| Pozycja | Zawodnik           | Reprezentacja     | Wyciskanie | Wyciskanie | Wyciskanie | Wyciskanie | Rwanie | Rwanie | Rwanie | Rwanie | Podrzut | Podrzut | Podrzut | Podrzut | Wynik |
| Pozycja | Zawodnik           | Reprezentacja     | 1          | 2          | 3          | Wynik      | 1      | 2      | 3      | Wynik  | 1       | 2       | 3       | Wynik   | Wynik |
| ------- | ------------------ | ----------------- | ---------- | ---------- | ---------- | ---------- | ------ | ------ | ------ | ------ | ------- | ------- | ------- | ------- | ----- |
| 1. !    | Rudolf Ismayr      | Niemcy            | 95,0       | 102,5      | 107,5      | 102,5      | 100,0  | 110,0  | 115,0  | 110,0  | 132,5   | 140,0   | 140,0   | 132,5   | 345,0 |
| 2. !    | Carlo Galimberti   | Włochy            | 95,0       | 102,5      | 105,0      | 102,5      | 95,0   | 102,5  | 105,0  | 105,0  | 127,5   | 132,5   | 132,5   | 132,5   | 340,0 |
| 3. !    | Karl Hipfinger     | Austria           | 85,0       | 90,0       | 92,5       | 90,0       | 100,0  | 105,0  | 107,5  | 107,5  | 135,0   | 140,0   | 145,0   | 140,0   | 337,5 |
| 4.      | Roger François     | Francja           | 95,0       | 102,5      | 105,0      | 102,5      | 95,0   | 102,5  | 105,0  | 102,5  | 125,0   | 125,0   | 130,0   | 130,0   | 335,0 |
| 5.      | Stanley Kratkowski | Stany Zjednoczone | 82,5       | 87,5       | 87,5       | 82,5       | 102,5  | 102,5  | 110,0  | 102,5  | 120,0   | 125,0   | 125,0   | 120,0   | 305,0 |
| 6.      | Julio Juaneda      | Argentyna         | 70,0       | 75,0       | 80,0       | 75,0       | 85,0   | 90,0   | 95,0   | 90,0   | 115,0   | 120,0   | 125,0   | 120,0   | 285,0 |
| 7.      | Sam Termine        | Stany Zjednoczone | 82,5       | 87,5       | 90,0       | 87,5       | 100,0  | 105,0  | 110,0  | 105,0  | 132,5   | 132,5   | 132,5   | x       | 192,5 |